# Nederlandse kampioenschappen schaatsen afstanden 2024 - 5000 meter vrouwen
De 5000 meter vrouwen op de Nederlandse kampioenschappen schaatsen afstanden 2024 werd gehouden op zaterdag 30 december 2023 in Thialf in Heerenveen. Er reden 10 deelneemsters mee.
Titelverdedigster Irene Schouten werd voor de vierde keer op rij kampioene. Joy Beune haalde tot haar eigen verbazing maar liefst vijf seconden van haar persoonlijke record af. Het lukte daarna alleen Schouten om onder de tijd van Beune te duiken. Ze plaatsten zich allebei voor de WK afstanden. Sanne in 't Hof werd derde. Elisa Dul haalde bijna drie seconden van haar beste tijd af en dook voor het eerst onder de zeven minuten. Robin Groot haalde bijna 4 seconden van haar PR.

## Uitslag
| #      | Schaatsster        | Tijd       | Verschil |
| ------ | ------------------ | ---------- | -------- |
| Goud   | Irene Schouten     | 6.49,89    |          |
| Zilver | Joy Beune          | 6.52,97 PR | +3,08    |
| Brons  | Sanne in 't Hof    | 6.55,31    | +5,42    |
| 4      | Marijke Groenewoud | 6.56,80    | +6,91    |
| 5      | Elisa Dul          | 6.58,35 PR | +8,46    |
| 6      | Merel Conijn       | 6.59,26    | +9,37    |
| 7      | Robin Groot        | 7.00,56 PR | +10,67   |
| 8      | Esther Kiel        | 7.03,45    | +13,56   |
| 9      | Bente Kerkhoff     | 7.07,03 PR | +17,14   |
| 10     | Esmee Visser       | 7.08,64    | +18,75   |

1987 · 
1988 · 
1989 · 
1990 · 
1991 · 
1992 · 
1993 · 
1994 · 
1995 · 
1996 · 
1997 · 
1998 · 
1999 · 
2000 · 
2001 · 
2002 · 
2003 · 
2004 · 
2005 · 
2006 · 
2007 · 
2008 · 
2009 · 
2010 · 
2011 · 
2012 · 
2013 · 
2014 · 
2015 · 
2016 · 
2017 · 
2018 · 
2019 · 
2020 · 
2021 · 
2022 · 
2023 · 
2024 · 
2025